# Francesc Gomà i Musté
Francesc Gomà i Musté (Valls, Alt Camp 16 d'abril de 1915 - Barcelona, 21 de març de 1998) fou un filòsof català, nebot del cardenal Isidre Gomà i Tomàs.

## Biografia
Abans de la guerra civil espanyola havia estat cap de la Comissió de Cultura de la FNEC i president de l'Associació d'Estudiants de la Facultat de Filosofia. Es llicencià en filosofia i lletres a la Universitat de Barcelona el 1941, on fou deixeble de Tomàs Carreras i Artau i Jaume Serra i Húnter, catedràtics d'ètica i sociologia i d'història de la filosofia. S'hi doctorà el 1959 amb la tesi El tema de la nada en la filosofía contemporánea. Ha estat influït pels pensadors Pere Font i Puig, Joaquim Xirau i Palau, José Ortega y Gasset i Maurice Merleau-Ponty, i se'l considera introductor a Catalunya del pensament de Martin Heidegger, Claude Lévi-Strauss i Michel Foucault i de la psicologia de la forma, es dedicà sobretot a l'antropologia fenomenològica i a la psicologia de la forma.
Com a conseqüència del seu posicionament polític catalanista anterior la guerra, Gomà i Musté tot i ser nebot del cardenal Isidre Gomà i Tomàs, va tenir greus dificultats per a ingressar com a professor a la Universitat de Barcelona. El 1967 fou nomenat catedràtic de fonaments de filosofia i història dels sistemes filosòfics a la Universitat de Barcelona, i el 1979 degà de la Universitat. Anteriorment, havia dedicat part de la seva activitat docent a la Secció d'ensenyament mitjà espanyol del Liceu francès de Barcelona, on va fer classes de filosofia juntament amb Amàlia Tineo. Del 1985 al 1990 fou president de la Societat Catalana de Filosofia, filial de l'IEC. És autor de relativament pocs llibres, però tingué una gran influència en la formació de l'anomenada Generació filosòfica de la Transició. Fou vicepresident de l'Ateneu Barcelonès i el 1988 rebé la Creu de Sant Jordi. El 1943 es casà amb Eulàlia Presas i Plana, professora i traductora de grec, amb la qual va tenir tres fills, Xavier, Eulàlia i Teresa.

## Obres
- 1964: El problema de la psicología de la expresión.
- 1977: Conocer Freud y su obra. Barcelona: DOPESA. Dopesa 2.
- 1983: Heidegger, pensar el camino del ser, Merleau-Ponty, la filosofía de la conciencia corporal humana, Sartre, la conciencia de la libertad contingente i Scheler y la ética de los valores dins Historia de la Ética.